# Ernst Marno
Ernst Marno (Viena, 13 de enero de 1844 - Jartum, 31 de agosto de 1883) fue un explorador austríaco. 

## Biografía
Trabajó inicialmente en el campo de la zoología. Entre 1869 y 1873, Marno viajó extensamente desde Jartum por la región del Nilo Azul y la frontera entre Sudán y Etiopía. En 1871 y 1872, visitó las regiones de Bahr el-Seraf y el alto Bahr el-Abiad, llegando hasta la ciudad de Gondokoro, donde conoció al explorador Samuel Baker. Desde allí, regresó a Viena. 
Posteriormente, de 1874 a 1876, recorrió extensamente Kordofán, en el centro de Sudán, y la parte sur de este país. Regresó a Europa en 1876.
En 1877, Marno se unió a una expedición que la Sociedad Africana Internacional, fundada por el rey belga Leopoldo II, envió a la costa oriental africana. La expedición emprendió un viaje a la región de Usagara en enero de 1878, pero Marno se vio obligado a regresar poco después debido a problemas de salud. 
Se casó con una mujer dinka convertida al catolicismo. A partir de 1878, Marno estuvo destinado en Fashoda como oficial al servicio del Jedivato de Egipto. Más tarde sería nombrado fue gobernador de las ciudades sudanesas de Famaka y Fazogli. Muríó pocos años después en Jartum de una enfermedad. 

## Obras
Describió sus experiencias en dos libros que ofrecen abundante información sobre las poblaciones nilótico-saharianas antes de la ocupación colonial de Sudán por el Imperio Británico: 
- Reisen im Gebiete des blauen und weissen Nil, im egyptischen Sudan und den angrenzenden Negerländern, in den Jahren 1869 bis 1873 [Viajes por la región del Nilo Azul y Blanco, en el Sudán egipcio y los países negros adyacentes, en los años 1869 a 1873] (1874).
- Reise in der egyptischen Aequatorial-Provinz und in Kordofan in den Jahren 1874–1876 [Viajes a la Provincia Ecuatorial Egipcia y a Kordofán entre los años 1874 y 1876] (1879).